# Badlands (gruppo musicale statunitense)
I Badlands furono un supergruppo musicale heavy metal formato nel 1987 a Los Angeles, California, Stati Uniti dal chitarrista di Ozzy Osbourne Jake E. Lee.

## Storia
La band si formò a Los Angeles nel 1987, era composta da Jake E. Lee, ex componente della band di Ozzy Osbourne, il cantante Ray Gillen e il batterista Eric Singer (entrambi usciti dai Black Sabbath)  e l'ex bassista degli Steeler Greg Chaisson.
I Badlands registrarono il primo album Badlands  nel maggio 1989 per la Atlantic Records in cui erano presenti i brani "Dreams In The Dark" e "Winter's Call". Il disco giunse alla 57ª posizione nella classifica di Billboard.
Dal 1990 Singer venne sostituito da Jeff Martin e pubblicarono il secondo album Voodoo Highway nel 1991. Gillen venne momentaneamente licenziato per poi essere subito riassunto per completare il tour nel Regno Unito.
I Badlands lavorarono a un terzo album che non venne realizzato. Ci fu una nuova versione della band che durò pochi mesi, il gruppo si sciolse poi definitivamente.
Il 3 dicembre 1993 Gillen morì nella sua casa in New Jersey e cinque anni dopo venne pubblicato l'album irrealizzato dei Badlands intitolato Dusk.

## Formazione

### Ultima
- John West - voce
- Jake E. Lee - chitarra
- Greg Chaisson - basso
- Jeff Martin - batteria

### Ex componenti
- Ray Gillen - voce
- Eric Singer - batteria

## Discografia
- 1989 - Badlands
- 1991 - Voodoo Highway
- 1998 - Dusk